# Sarcotoechia planitiei
Sarcotoechia planitiei är en kinesträdsväxtart som beskrevs av P.W. Leenhouts. Sarcotoechia planitiei ingår i släktet Sarcotoechia och familjen kinesträdsväxter. Inga underarter finns listade i Catalogue of Life.